# Secosec
SECOSEC ili punim nazivom SEal COded SECurity (kodirana sigurnosna plomba) je hrvatski patent iz polja sigurnosnih sustava koji je oblika zaštitne plombe a čiji je cilj sprječavanje neovlaštenog rukovanja, korištenja i zamjene objekata zaštite a njena primjena nalazi se u raznim poljima gdje je potrebna zaštita od neovlaštenog pristupa i rukovanja kao što su u: carinskim potrebama, zaštiti mjernih uređaja, skladišta, kontejnera, željezničkih vagona, kamionskih koševa i prikolica, cisterni, rezervoara, vojne opreme, dokumentacije, vrijednosnih pošiljki i drugdje. 
Secosec je patentirao izumitelj i inovator Ivan (Ivo) Jelavić (1936. – 2001.).

## Izgled
Secosec plomba ima plastično tijelo kućišta koje je otporno na većinu kemijskih otapala i postojano na temperaturama od – 20°C do 100°C, s dimenzijama od 24 x 16 x 8 mm i specifičnom masom od 3,1 g na koje se namontira žičani dodatak potrebne dimenzije. Na samom tijelu plombe nalazi se više obilježja koji omogućuju lakšu indentifikaciju i rukovanje plombama pa se tako plombe namjenom mogu razlikovati po:
- boji (žuta gospodarska, crna kontrolna, zelena domaćinstvo itd),
- logotipu (po želji korisnika),
- bar-kodu,
- oznakama u slovima i brojkama i
- drugim znakovnim obilježjima (naljepnice, etikete,zastavice, itd).

Samo tijelo plombe fizički je zaštićeno na više načina te osim plastične smjese od koje je izrađena način zatvaranja onemogućava neneasilno otvaranje i zatvaranje plombe a žica koja se provlači kroz plombu je od lako savitljive, nekorodirajuće legure otporne na opterećenje do 50 N (5 kg).
Montaža Secosec plombi vrši se ručno bez pomagala.

## Patenti
Secosec je zbog svoje inovativnosti i jednostavnosti gotovo u potpunosti zamijenila prijašnje metode plombne zaštite te je zbog toga kao patent iznimne vrijednosti na svim relevantnijim svjetskim tržištima zaštićen u međunarodnim i državnim patentnim zavodima.

## Nagrade
Secosec predstavljajući iznimno dostignuće na polju sigurnosnih sustava dobitnik je više nagrada:
- Zlatnom medaljom na hrvatskom salonu inovacija 1997. godine u Zagrebu,
- Zlatnom medaljom na međunarodnoj izložbi inovacija IENA 1997.g. u Nürnbergu i
- Zlatnom medaljom na svjetskoj izložbi inovacija 1998. u Ženevi.

## Zanimljivosti
Secosec je proizvod koji je plod inovativnosti hrvatske misli te je zbog toga a i kvalitete i prepoznatljivost nositelj znaka Izvorno hrvatskokoji mu je dodijelila Hrvatska gospodarska komora te je uvršten na listu 100 najprepoznatljivijih hrvatskih proizvoda.

## Pogledati još
- Izvorno hrvatsko